# Pipridae
Los pípridos (Pipridae) son una familia de aves paseriformes del parvorden Tyrannida, que agrupa a alrededor de cincuenta y cinco especies en diecisiete géneros, nativas de la América tropical (Neotrópico), donde habitan principalmente en selvas tropicales y subtropicales húmedas de baja altitud. Son conocidos por el nombre popular de saltarines, y también bailarines o manaquines, entre otros.

## Etimología
El nombre de la familia deriva del género Pipra, que proviene del griego «pipra» (también «piprō, piprōs o pipōn»), pequeño pájaro mencionado por Aristóteles y otros autores, pero nunca propiamente identificado y falsamente asociado con «pipō»: carpintero. La asociación del término con los coloridos saltarines neotropicales parece ser arbitraria, aunque Sick (1993) registra que «el nombre pipira es usado indiscriminadamente para pípridos y algunos tráupidos en Bolivia, Brasil y Perú».

## Características

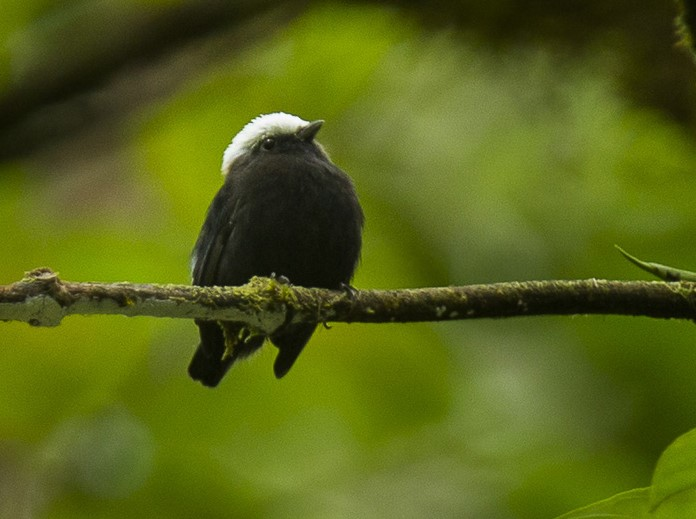
Lepidothrix isidorei (macho), el menor saltarín

Son pequeños pájaros arborícolas, midiendo entre 7,5 cm (los menores: Tyranneutes virescens y Lepidothrix isidorei ) a 15 cm (el mayor: Chiroxiphia caudata ) de longitud y pesando entre 8 y 30 g. La silueta es compacta, con el pico corto y ancho, y alas cortas. La cola también es corta, excepto en los machos de algunas especies. Los pípridos llamados "típicos" exhiben notable dimorfismo sexual, el plumaje de los machos suele ser principalmente negro con parches de colores muy vivos, y algunas especies muestran colas largas y decorativas o plumas eréctiles del cuello. En algunas especies, los machos entre dos y cuatro años ostentan un vistoso plumaje subadulto de colores vivos. El plumaje de las hembras es menos llamativo, generalmente verdoso.
La siringe, o «caja de voz» es única y distinta en los pípridos, separándolos de las otras familias parientes Cotingidae y Tyrannidae. Además, varía de forma tan precisa dentro del grupo de géneros, que hasta especies pueden ser identificadas por la siringe en si, diferente de la mayoría de las familias de aves canoras. Los sonidos emitidos son silbidos, trinos y zumbidos. Otros géneros de la familia (Tyranneutes, Neopelma) son de colores más apagados y son más inconspícuos.

## Distribución
Se distribuyen desde las tierras bajas del sur de México, tanto del Golfo, como del Pacífico, por América Central y del Sur, inclusive Trinidad y Tobago, hasta el sur del Perú y norte de Bolivia por el oeste, y hasta el sur de Brasil, este de Paraguay y noreste de Argentina por el este. Algunas especies de altitud realizan migraciones altitudinales.

## Comportamiento

### Alimentación
Los saltarines se alimentan en el sotobosque, de pequeñas frutas (pero a menudo bastante grandes para el tamaño de las aves), incluyendo bayas, y en menor grado de insectos. Desde que obtienen las frutas en vuelo, como otras especies cazadoras hacen con insectos, se cree que hayan evolucionado desde aves comedoras de insectos. Las hembras ocupan grandes territorios de los cuales no necesariamente excluyen otras aves de su especie, sino que se alimentan, de alguna forma, socialmente. Los machos gastan la mayor parte de su tiempo en los locales de galanteo. Algunas veces se juntan a bandadas mixtas de alimentación.

### Reproducción
Muchas especies presentan espectaculares rituales de apareamiento por el sistema de lek, especialmente elaborados en los géneros Pipra, Pseudopipra y Chiroxiphia. Los miembros de los géneros Machaeropterus y Manacus tienen las plumas de vuelo muy modificadas, que usan para realizar zumbidos y estallidos. No forman parejas estables, y corren a cargo de la hembra la construcción del nido, una estructura simple en formato de taza (generalmente colocado bajo en la vegetación), la incubación, que dura entre 18 y 21 días, y el cuidado de los polluelos durante 13 a 15 días. El saltarin de yelmo (Antilophia galeata) forma parejas, pero el papel del macho se limita a defender territorio. Normalmente ponen dos huevos, que son pardo amarillentos o blanco sucio, marcados con pardo.
La poligenia del «lek» parece haber sido una característica del ancestral original de la familia, y la selección sexual a ella asociada condujo a una irradiación adaptativa en la cual los parentescos pueden ser investigados por las similitudes en las exhibiciones. Se ha propuesto una explicación evolutiva conectando «leks» a la alimentación frugívora.

## Estado de conservación

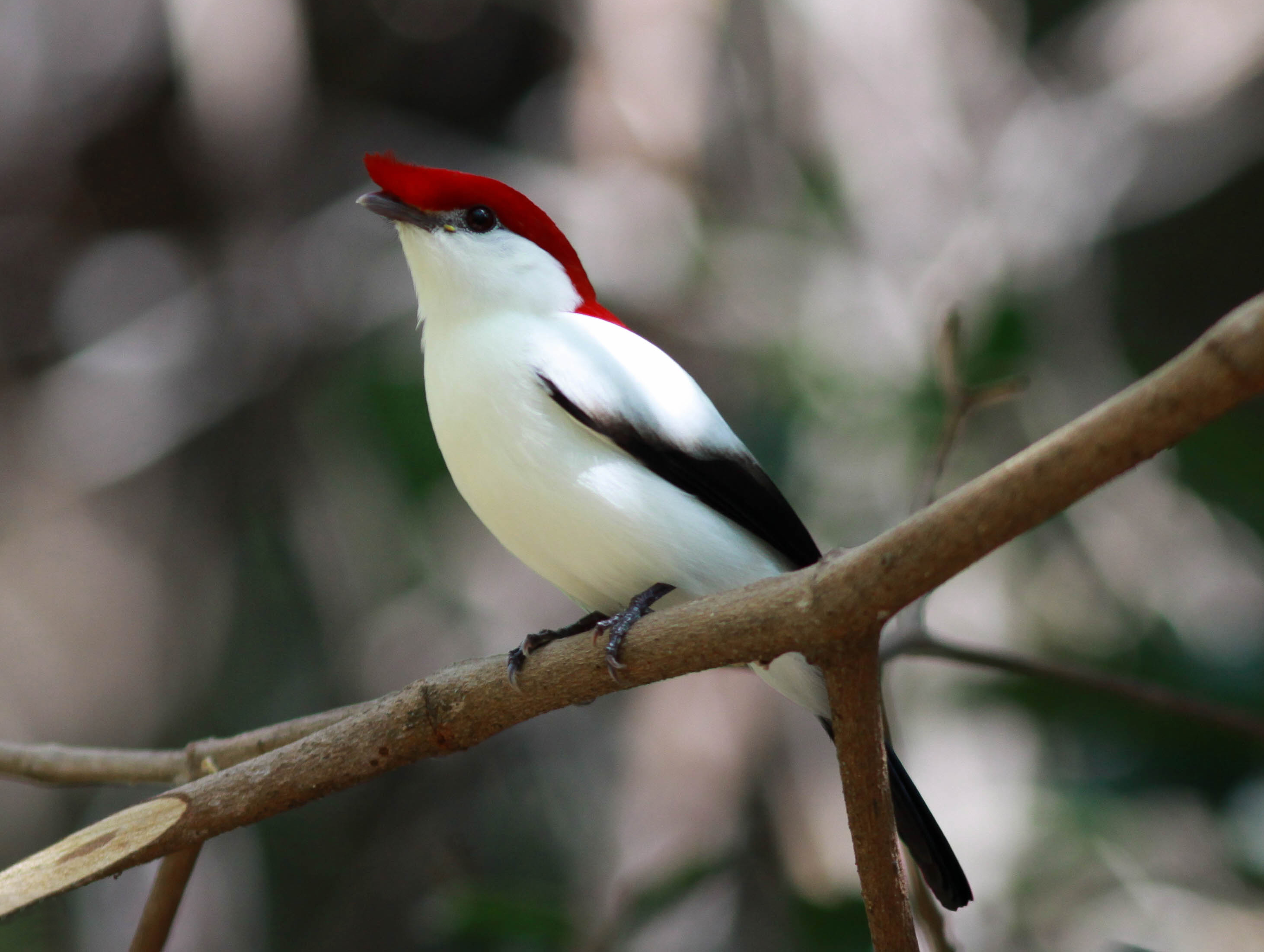
Saltarín de Araripe (Antilophia bokermanni), ave críticamente amenazada de extinción

De acuerdo con la Unión Internacional para la Conservación de la Naturaleza (IUCN), la situación de conservación en el mes de marzo de 2024, de las 53 especies listadas por Birdlife International, es la siguiente:
- CR Críticamente amenazada: 1 especie (2% de los pípridos): el super endemismo brasileño saltarín de Araripe (Antilophia bokermanni).
- EN Amenazadas de extinción: ninguna especie.
- VU Vulnerables: 2 especies (4% de los pípridos): el saltarín amarillo (Chloropipo flavicapilla), de Colombia y Ecuador, y el endemismo brasileño saltarín opalescente (Lepidothrix iris)
- NT Casi amenazadas: 1 especie (2% de los pípridos).
- LC Preocupación menor: 49 especies (92% de los pípridos).

## Sistemática
La familia Pipridae fue introducida por el naturalista franco – estadounidense Constantine Samuel Rafinesque-Schmaltz en 1815 en una clasificación científica de la naturaleza, bajo el nombre original de «Pipraria». El género tipo definido es Pipra Linnaeus, 1764.

### Taxonomía
De acuerdo a la clasificación tradicional (Traylor, 1977), la presente familia pertenecía a la superfamilia Tyrannoidea, junto a Cotingidae, Oxyruncidae y Tyrannidae. El género más diversificado era, entonces, Pipra, con 17 especies válidas, encontradas principalmente en la selva Amazónica. En 1992, Prum condujo un estudio taxonómico de once géneros de pípridos (incluyendo 16 especies del género Pipra), con base en las características morfológicas de la musculatura de la siringe. La organización resultante de este estudio contradijo el monofiletismo del género Pipra, dado que sus miembros se repartían en tres ramos no aparentados entre sí. El autor sugirió los siguientes cambios: la especie P. pipra fue designada como Dixiphia pipra, mientras ocho especies del grupo P. serena fueron alocadas al género Lepidothrix y las ocho especies restantes en Pipra divididas en dos subgéneros, el llamado clado erythrocephala, denominado Ceratopipra con cinco especies, y las tres restantes en el subgénero Pipra, referido como clado aureola. Diversos estudios posteriores con enfoques diferentes no ofrecieron nuevas sugestiones de cambios taxonómicos.
En 2007, Rêgo et al usaron datos secuenciales de ADN mitocondrial (mtDNA) para corroborar la tesis levantada por Prum. Estudios de filogenia molecular posteriores, de Tello et al (2009) y McKay et al (2010), aparte de corroborar las tesis expuestas, verificaron la existencia de dos clados bien diferenciados dentro de la familia: el llamado subfamilia Neopelminae, Tello, Moyle, Marchese & Cracraft, 2009 agrupando a los saltarines más asemejados a atrapamoscas de los géneros Neopelma y Tyranneutes; y los restantes géneros llamados de «saltarines propiamente dichos» en un clado monofilético. Tello et al (2009) van más allá y proponen la división de este segundo clado en dos subfamilias: el mayor, Piprinae Rafinesque, 1815, (conteniendo Lepidothrix, Heterocercus, Manacus, Pipra, Machaeropterus, Pseudopipra y Ceratopipra) distribuido principalmente dentro de la cuenca amazónica, y uno menor Ilicurinae Reichenbach, 1850 (conteniendo Chloropipo, Xenopipo, Chiroxiphia, Antilophia, Ilicura, Corapipo y Masius) distribuido ampliamente fuera de la cuenca amazónica.
Los amplios estudios de filogenia molecular de los paseriformes subóscinos realizados por Ohlson et al (2013) confirmaron los estudios anteriores, sin embargo, en relación con el clado de los «saltarines propiamente dichos», prefirieron dejarlo en una única subfamilia Piprinae en virtud de la divergencia ser relativamente reciente (cerca de 12,5 Mya). El Comité de Clasificación de Sudamérica (SACC) adopta esta última división y secuencia linear de los géneros, a partir de la aprobación de la Propuesta N.º 591. La clasificación Clemens Checklist/eBird, el Congreso Ornitológico Internacional (IOC) y el Comité Brasileño de Registros Ornitológicos (CBRO) adoptan integralmente esta secuencia y división (el CBRO adopta la división en tres subfamilias, siguiendo a Tello et al (2009)).
Los estudios genéticos utilizando un amplio muestreo de taxones y genes (Silva et al. 2018, Harvey et al. 2020, Leite et al. 2021, Zhao et al. 2022) han demostrado que el género Antilophia se encuentra embutido dentro del género Chiroxiphia, que de esta forma sería parafilético. Con base en estas evidencias, el Comité de Clasificación de Sudamérica (SACC) en la Propuesta No 975 aprobó la fusión de Antilophia dentro de Chiroxiphia, transformándose en un sinónimo de este último género. El IOC también siguió esta fusión en el año 2024.

### Cladograma propuesto para la familia Pipridae
De acuerdo a Ohlson et al. (2013), queda así definida la posición y composición de la presente familia:
|  | Neopelminae: Tyranneutes, Neopelma |
|  | |
|  | Piprinae: Chloropipo (sedis mutabilis), Xenopipo (sedis mutabilis), Ilicura, Masius, Corapipo, Antilophia, Chiroxiphia, Lepidothrix, Heterocercus, Manacus, Pipra, Machaeropterus, Pseudopipra, Ceratopipra |
|  | |

|  | Oxyruncidae      |
|  |                  |
|  | Onychorhynchidae |
|  |                  |
|  | Tityridae        |
|  |                  |
|  | Pipritidae       |
|  |                  |
|  | Platyrinchidae   |
|  |                  |
|  | Tachurisidae     |
|  |                  |
|  | Rhynchocyclidae  |
|  |                  |
|  | Tyrannidae       |
|  |                  |

|  | Neopelminae: Tyranneutes, Neopelma |
|  | |
|  | Piprinae: Chloropipo (sedis mutabilis), Xenopipo (sedis mutabilis), Ilicura, Masius, Corapipo, Antilophia, Chiroxiphia, Lepidothrix, Heterocercus, Manacus, Pipra, Machaeropterus, Pseudopipra, Ceratopipra |
|  | |

|  | Oxyruncidae      |
|  |                  |
|  | Onychorhynchidae |
|  |                  |
|  | Tityridae        |
|  |                  |
|  | Pipritidae       |
|  |                  |
|  | Platyrinchidae   |
|  |                  |
|  | Tachurisidae     |
|  |                  |
|  | Rhynchocyclidae  |
|  |                  |
|  | Tyrannidae       |
|  |                  |

Sedis mutabilis: significa que existe una ligera incerteza cuanto a la relación de estos géneros con sus taxones inmediatamente superiores debido a resultados no conclusivos.

## Lista sistemática de géneros y especies
De acuerdo a la secuencia filogenética adoptada por el SACC y a las clasificaciones del IOC y Clements Checklist/eBird, así como también de las clasificaciones Aves del Mundo (HBW) y Birdlife International (BLI), la presente familia agrupa a los siguientes géneros y especies. Las diferencias entre las clasificaciones están comentadas en Notas taxonómicas. Los nombres en español, a menos que se encuentren entre paréntesis, provienen de la lista propuesta por la Sociedad Española de Ornitología.

### Subfamilia Neopelminae
| Imagen | Género                                  | Especies |
| ------ | --------------------------------------- | --- |
|        | Tyranneutes P.L. Sclater & Salvin, 1881 | - Tyranneutes stolzmanni – saltarín enano; - Tyranneutes virescens – saltarín diminuto. |
|        | Neopelma P.L. Sclater, 1861             | - Neopelma pallescens – saltarín ventriblanco; - Neopelma chrysocephalum – saltarín coronigualdo; - Neopelma aurifrons – saltarín de Wied; - Neopelma chrysolophum – saltarín de Serra do Mar; - Neopelma sulphureiventer – saltarín ventrisulfúreo. |

### Subfamilia Piprinae
| Imagen | Género                                                                | Especies |
| ------ | --------------------------------------------------------------------- | --- |
|        | Chloropipo Cabanis & Heine, 1859                                      | - Chloropipo flavicapilla – saltarín amarillo; - Chloropipo unicolor – saltarín azabache. |
|        | Antilophia Reichenbach, 1850                                          | - Antilophia bokermanni – saltarín de Araripe; - Antilophia galeata – saltarín de yelmo. |
|        | Chiroxiphia Cabanis, 1847                                             | - Chiroxiphia lanceolata – saltarín lanceolado; - Chiroxiphia linearis – saltarín colilargo; - Chiroxiphia pareola – saltarín dorsiazul; - Chiroxiphia boliviana – saltarín yunga; - Chiroxiphia caudata – saltarín azul. |
|        | Ilicura Reichenbach, 1850                                             | - Ilicura militaris – saltarín militar. |
|        | Masius Bonaparte, 1850                                                | - Masius chrysopterus – saltarín alidorado. |
|        | Corapipo Bonaparte, 1854                                              | - Corapipo altera – (saltarín de barba blanca); - Corapipo leucorrhoa – saltarín gorgiblanco occidental; - Corapipo gutturalis – saltarín gorgiblanco oriental. |
|        | Xenopipo Cabanis, 1847 Ver Nota 1                                     | - Xenopipo uniformis – saltarín oliváceo; - Xenopipo atronitens – saltarín negro. |
|        | Cryptopipo Ohlson, Irestedt, Ericson & Fjeldså 2013 Ver Nota 1        | - Cryptopipo holochlora – saltarín verde; - Cryptopipo litae – (saltarín del Chocó). |
|        | Lepidothrix Bonaparte, 1854                                           | - Lepidothrix velutina – (saltarín coroniazul occidental); - Lepidothrix coronata – saltarín coroniazul; - Lepidothrix nattereri – saltarín coronialbo; - Lepidothrix vilasboasi – saltarín coronidorado; - Lepidothrix iris – saltarín opalescente; - Lepidothrix suavissima – saltarín ventrinaranja; - Lepidothrix serena – saltarín frentiblanco; - Lepidothrix isidorei – saltarín lomiazul; - Lepidothrix coeruleocapilla – saltarín coroniceleste. |
|        | Heterocercus P.L. Sclater, 1862                                       | - Heterocercus aurantiivertex – saltarín crestinaranja; - Heterocercus flavivertex – saltarín crestiamarillo; - Heterocercus linteatus – saltarín crestirrojo. |
|        | Manacus Brisson, 1760                                                 | - Manacus candei – saltarín cuelliblanco; - Manacus aurantiacus – saltarín cuellinaranja; - Manacus vitellinus – saltarín cuellidorado; - Manacus manacus – saltarín barbiblanco. |
|        | Pipra Linnaeus, 1760                                                  | - Pipra aureola – saltarín cabecinaranja; - Pipra filicauda – saltarín uirapuru; - Pipra fasciicauda – saltarín naranja. |
|        | Machaeropterus Bonaparte, 1854                                        | - Machaeropterus deliciosus – saltarín alitorcido; - Machaeropterus regulus – saltarín rayado oriental; - Machaeropterus striolatus – saltarín rayado occidental; - Machaeropterus eckelberryi – (saltarín rayado peruano); - Machaeropterus pyrocephalus – saltarín encendido. |
|        | Pseudopipra Kirwan, David, Gregory, Jobling, Steinheimer, Brito, 2016 | - Pseudopipra pipra – saltarín coroniblanco. |
|        | Ceratopipra Bonaparte, 1854                                           | - Ceratopipra cornuta – saltarín copetón; - Ceratopipra mentalis – saltarín cabecirrojo norteño; - Ceratopipra erythrocephala – saltarín cabecidorado; - ceratopipra rubrocapilla – saltarín cabecirrojo sureño; - Ceratopipra chloromeros – saltarín coliancho. |

## Géneros anteriormente en esta familia

### GéneroPiprites, los piprites
- Piprites pileatus, piprites capirotado
- Piprites griseiceps, piprites cabecigrís
- Piprites chloris, piprites verde

El género Piprites estuvo incluido tradicionalmente en la presente familia. Esa clasificación fue cuestionada desde Ames (1971), cuando se propuso su inclusión en la familia Tyrannidae, hipótesis que fue corroborada por estudios genéticos de Tello et al (2009) y donde lo sitúan actualmentre las principales clasificaciones. Más recientemente, a partir de los estudios de filogenia molecular de Ohlson et al (2013) se ha propuesto una nueva familia exclusiva para el género Piprites: Pipritidae Ohlson,  Irestedt, Ericson & Fjeldså, 2013. 

### GéneroSapayoa, el sapayoa
- Sapayoa aenigma, sapayoa

Esta enigmática especie, como su nombre científico indica, fue tratada por mucho tiempo como un miembro aberrante de la presente familia, pero, numerosos estudios demostraron estar más cercana a los subóscinos de Viejo Mundo (infraorden Eurylaimides) lo que llevó a tratarla como Incertae sedis. Corroborando estas hipótesis, Moyle et al (2006) e Irestedt et al (2006) propusieron colocarlo en la familia Eurylaimidae, lo que fue aprobado por la Propuesta N.º 336 al SACC. Posteriormente, y dado que el sapayoa es genética, morfológica y biogeográficamente diferente del resto de los lejanos subóscinos del Viejo Mundo, y siguiendo el mismo estudio de Irestedt et al. (2006), se propuso su separación en una familia propia Sapayoidae Irestedt, Ohlson, Zuccon, Källersjö & Ericson, 2006 lo que fue aprobado por el North American Classification Committee y seguido por el SACC, mediante la Propuesta N.º 480.

### GéneroSchiffornis, los llorones
El género Schiffornis estuvo incluido por mucho tiempo en la presente familia. Sin embargo los datos morfológicos y genéticos, especialmente Chesser (2004), Barber & Rice (2007) y Tello et al (2009), indican que no pertenece a tal y que si forma parte de un clado de géneros que van de Tityra hasta Pachyramphus, lo que justificó la inclusión de todos en una familia Tityridae.